# Sangha Trinational
Sangha Trinational (TNS) là khu bảo tồn xuyên biên giới gồm ba vườn quốc gia với tổng diện tích 746.309 ha thuộc ba quốc gia là Cameroon, Cộng hòa Congo và Cộng hòa Trung Phi. Nó đã được UNESCO công nhận là Di sản thế giới từ năm 2012.
Các vườn quốc gia là các địa điểm nổi bật với hệ sinh thái rừng nhiệt đới ẩm chưa có sự tác động của con người, hệ động thực vật phong phú với nhiều loài động vật quý hiếm và các loài có nguy cơ tuyệt chủng như: voi rừng châu Phi, khỉ đột, tinh tinh, cá sấu sông Nile, cá hổ Goliath, linh dương...
Các vườn quốc gia thuộc khu bảo tồn Sangha Trinational bao gồm:
- Vườn quốc gia Nouabalé-Ndoki ở Cộng hòa Congo
- Vườn quốc gia Lobeké ở Cameroon
- Vườn quốc gia Dzanga-Ndoki ở Cộng hòa Trung Phi

Các vườn quốc gia này được kết nối bởi một vùng đệm có diện tích 1.787.950 ha kết nối các vườn quốc gia này lại với nhau tạo thành khu bảo tồn xuyên biên giới.
Khu vực là ví dụ điển hình về cảnh quan rừng rộng lớn còn nguyên vẹn, môi trường rừng nhiệt đới ẩm với các cây thường xanh và các cây đặc hữu nguy cấp chẳng hạn như Mukulungu, rừng ngập mặn, đầm lầy.